# Eleocharis marginulata
Eleocharis marginulata là loài thực vật có hoa trong họ Cói. Loài này được Hochst. ex Steud. mô tả khoa học đầu tiên năm 1854.